# Jost Muheim
Jost Muheim (* 28. September 1837 in Altdorf, Kanton Uri; † 31. Januar 1919 in Luzern) war ein Schweizer Landschafts- und Genremaler.

## Leben
Muheim, Sohn des Weinhändlers, Ratsherrn, Richters, Landeshauptmanns und Ständeratsmitglieds Josef (Jost) Anton Muheim (1808–1880) aus dessen erster Ehe mit Franziska, geborene Müller, einer Tochter des Aloys Müller (1785 bis 1845), besuchte in den Jahren 1851 und 1852 die Lateinschule in Einsiedeln. Ersten Malunterricht erhielt er vom Vater, der sich auf der Grundlage einer Ausbildung bei Schweizer Lehrmeistern und in München vor und neben hauptberuflichen Tätigkeiten und politischen Ämtern einen Ruf als Landschaftsmaler und Kupferstecher erworben hatte und in der kunstgeschichtlichen Literatur als Jost Anton Muheim der Jüngere geführt wird. In den Jahren 1859 und 1860 ging Muheim auf die Großherzoglich Badische Kunstschule Karlsruhe und wurde Schüler des Landschaftsmalers Johann Wilhelm Schirmer. Von dort wechselte er nach Düsseldorf, wo er von 1861 bis 1863 Privatschüler des Genremalers Benjamin Vautier war. Ihm folgte kurz darauf sein Freund, der Landschaftsmaler Niklaus Pfyffer. 1864 bis 1866 arbeitete er im väterlichen Atelier in Luzern. 1867 war er Schüler von Hans Fredrik Gude in Karlsruhe. 1869 heiratete er Elisabeth Huber.

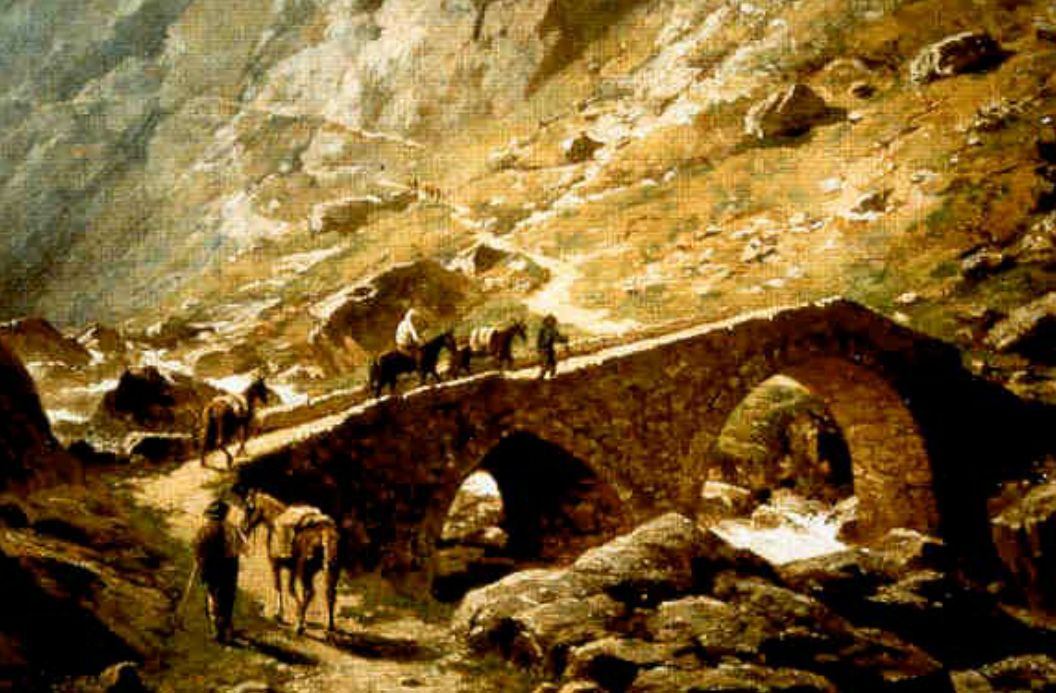
Häderlisbrücke über die Reuss, um 1890

Als Genre- und Landschaftsmaler schuf Muheim zahlreiche Ansichten der Alpenregion, insbesondere der Urner Alpen. Auftragsarbeiten fertigte er für die Höfe von Ludwig II. von Bayern (Rütli, Schloss Hohenschwangau) und der britischen Monarchin Victoria. 1886 war er Regisseur des Festspiels für die Zentenarfeier Sempach, 1888 bis 1892 Mitglied der Eidgenössischen Kunstkommission.